# Emily FitzGerald, Duquesa de Leinster
Emily FitzGerald (nascida Emilia Mary Lennox; Hanover Square, 6 de outubro de 1731 – Grovesnor Square, 27 de março de 1814) foi uma nobre inglesa. A segunda das irmãs Lennox, e bisneta paterna do rei Carlos II de Inglaterra pela linhagem ilegítima, ela foi casada com James FitzGerald, 1.º Duque de Leinster, um membro do Parlamento. Após ficar viúva, casou-se com Wiliam Ogilvie, um acadêmico escocês e tutor de seus filhos, de quem tinha sido amante anteriormente. Ao todo, teve 22 filhos. 

## Família
Emilia Mary foi a segunda filha e terceira criança nascida de Charles Lennox, 2.° Duque de Richmond e Lennox e de Sarah Cadogan. Emilia Mary foi batizada na Igreja St George's, em Hanover Square, e o seu padrinho era o rei Jorge II da Grã-Bretanha.
Os seus avós paternos eram Carlos Lennox, 1.º Duque de Richmond, filho ilegítimo do rei Carlos II de Inglaterra com sua amante Louise Renée de Pennancoet de Kéroualle, e Anne Brudenell. Os seus avós maternos eram William Cadogan, 1.° Conde Cadogan e Margaretta Cecilia Munter, que era originalmente dos Países Baixos.
Ela teve onze irmãos, entre eles: Georgiana Caroline, esposa de Henry Fox, 1.º Barão de Holland; Charles Lennox, 3.º Duque de Richmond, marido de Mary Bruce, que apoiou os colonizadores durante a Guerra de Independência dos Estados Unidos contra o domínio britânico; Louisa Augusta, esposa do proprietário de terras Thomas Conolly; Sarah, cujo primeiro marido foi Sir Charles Banbury, 6.º Baronete Banbury, e, após o seu divórcio, se casou com George Napier, um soldado britânico, etc.

## Biografia
A infância de Emily foi passada nas residências do pai no Palácio de Whitehall, em Londres, e em Goodwood House, em Sussex. Quando criança ela era precoce, animada e sociável.
Emily era considerada a mais atraente dentre suas irmãs.

### Primeiro casamento

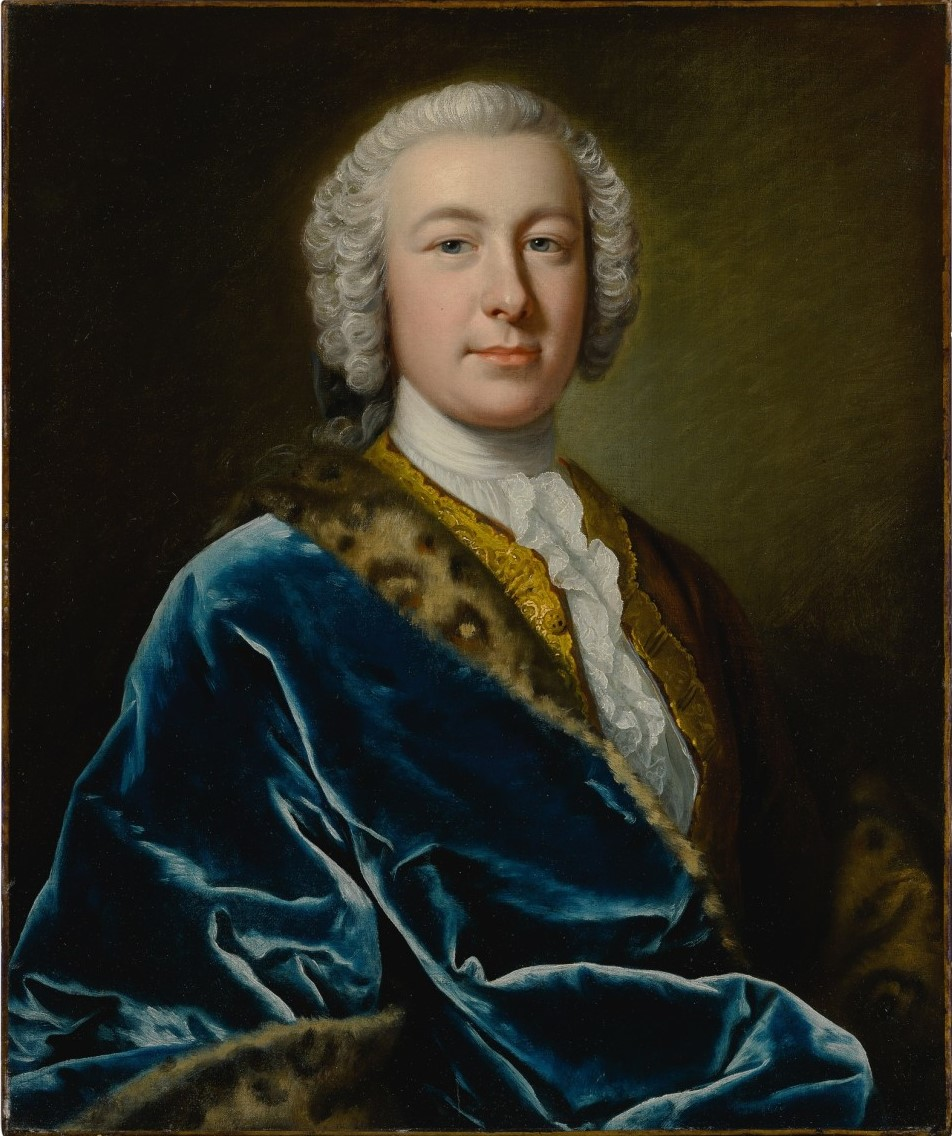
Retrato de James FitzGerald cuja autoria é atribuída a Jean-Baptiste van Loo.

Ela foi apresentada na corte aos 13 anos, e se tornou noiva de James FitzGerald, então o 20.º Conde de Kildare. Aparentemente, no início, os seus pais ficaram decepcionados com a união, devido à origem irlandesa do noivo. Mesmo assim, aos 15 anos de idade, Emily se casou com conde de Kildare, de 24 anos, que também era o 6.º barão Ofally e 1.º visconde Leinster de Taplow, na data de 7 de fevereiro de 1747, na casa dos pais em Richmond House, em Londres. Ele era filho de Robert FitzGerald, 19.º Conde de Kildare e de Mary O'Brien. Após o casamento, o novo casal se mudou para a Irlanda, terra nativa de James, onde passaram a residir em Carton House, no condado de Kildare, além de terem morado em Frescati House no subúrbio de Blackrock, em Dublin, e depois em Leinster House. 
A nova condessa de Kildare se acomodou rapidamente na sua nova vida na Irlanda, se cercando de amigos e sócios em Carton House. Ela era extravagante, e, ao longo dos anos, acumulou grandes dívidas. Os seus gostos incluíam não somente tecidos de seda e os melhores móveis de decoração, mas também uma imensa quantidade de livros, peças de teatros, poesia, e panfletos políticos. Ela teve um papel importante em remodelar o interior da casa e as terras, que eram o melhor exemplo de arquitetura de paisagismo do século XIV, e um dos maiores na Irlanda. Visitantes, tais como o escritor Arthur Young, em 1776, podiam admirar o vasto gramado sobre as colinas suaves. Numa pintura da família produzida por Arthur Devis em 1755, é Emily quem aparece estudando os planos dos territórios. Ela também criou uma tendência ao decorar o seu quarto de impressão (print room) chinês com papel de parede pintado à mão importado. Além disso, para ajudar a se recuperar da perda do primogênito, George, ela também remodelou um chalé (shell cottage), o qual atraía muitos visitantes curiosos. 
O conde de Kildare havia sido nomeado Conselheiro Privado da Irlanda a partir de março de 1744 ou 1745, e mais tarde foi Vice-Regente da Irlanda, de 1756 a 1757.

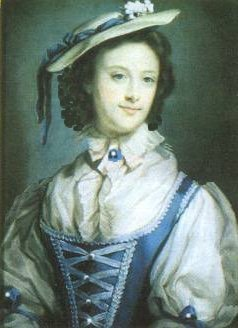
Emily por artista desconhecido pintada no meio do século XVIII.

A união parece ter sido feliz, apesar da infidelidade do conde, e eles tiveram dezenove filhos juntos. Apenas o último – que foi reconhecido como filho de James – George Simon, era filho ilegítimo de Emily com o tutor das crianças, William Ogilvie, que mais tarde se casaria com a duquesa viúva. 
Após a morte dos pais em 1750 e 1751, Emily criou as suas duas irmãs mais novas, Louisa, futura esposa de Thomas Conolly, e Cecily, futura esposa de Robert XI Arthur Geoffrey Nicholls, Conde de Cherbourg, em Kildare.  
Emily era uma leitora ávida, tão interessada em política quanto em literatura, e tinha simpatias radicais no campo político. Como uma francófila entusiasta, ela admirava, especialmente, a obra Emílio, ou Da Educação de Jean-Jacques Rousseau, a qual influenciou, profundamente, as teorias da nobre sobre educação. Isso a levou a comprar, em 1766, uma modesta vila de pescadores de Blackrock, ao sul de Dublin, que foi renomeada Frescati após sua ampliação. Após já ter perdido quatro de seus filhos, ela garantiu que os seus outros filhos participassem de atividades ao ar livre, e de banho de mar. 
Após tentar, sem sucesso, recrutar Rousseau, que na época morava na Inglaterra, ela contratou como tutor dos filhos, o escocês William Ogilvie, de origens obscuras mas de boa instrução. Ele se adaptou, entusiasmadamente, à rotina inovadora de Emily, que incluía jardinagem, pescaria e viagens frequentes ao teatro. 
Em 1761, James sucedeu como 1.º conde de Ofally. Naquele mesmo ano, lhe foi criado o título de marquês de Kildare, e, em 1766, o de duque de Leinster. O duque também se tornou tenente geral em 1770. Esses títulos e cargos lhe foram dados em reconhecimento às suas contribuições na vida política irlandesa, as quais muitos atribuíram ao network político habilidoso de Emily. Foi, parcialmente devido à influência do duque de Leinster, que a duquesa e sua irmã mais velha, Caroline, a baronesa Holland, tiveram uma rixa.

### Segundo casamento

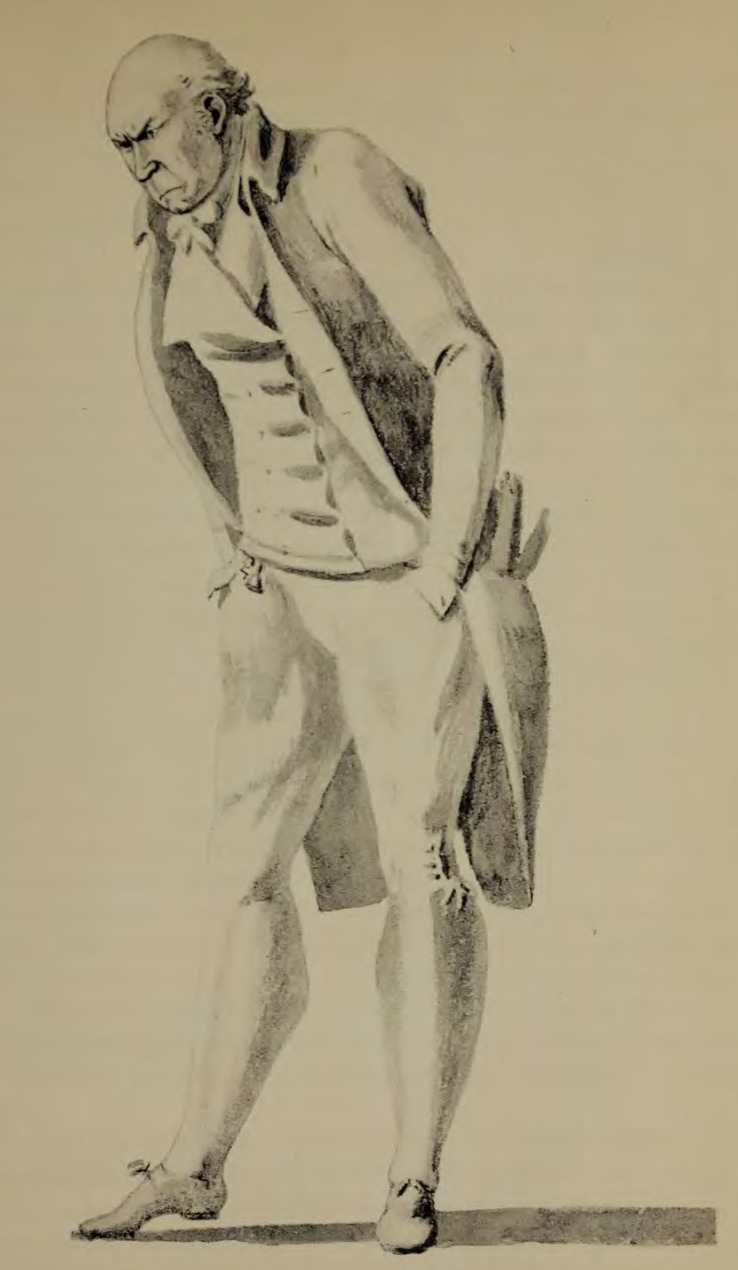
Ilustração de William Ogilvie por autor desconhecido.

Pouco tempo após a morte do marido em 19 de novembro de 1773, houve o rumor de que a duquesa já havia se casado secretamente com Ogilvie – eles tinham dado início a um caso amoroso alguns anos antes, em Frescati House – antes da morte do duque. Essa fofoca quase pôs em risco o casamento da filha, Emily, com o conde de Bellomont, o que levou-a a tomar uma decisão. Em setembro de 1774, ela entregou Carton House ao filho, William FitzGerald, 2.º Duque de Leinster, e se mudou com Ogilvie para a França, junto de nove de seus filhos mais novos. Embora a duquesa ainda estivesse, oficialmente, de luto, eles se casaram em Tolosa no dia 26 de outubro de 1774, numa cerimônia realizada pelo reverendo John Ellison. No entanto, apesar do casamento, ela continuou a ser chamada de duquesa viúva de Leinster. Ogilvie era nove anos mais novo do que a esposa. Após passar 18 meses em Marselha, eles passaram a morar no Castelo de Aubigny, pertencente a família Richmond. Os dois tiveram mais três filhas juntos, sendo que apenas duas, Cecilia e Mimi (apelido de Emily Charlotte), que nasceram na França, chegaram à idade adulta.
Após o retorno da família à Irlanda em 1781, eles viveram por um tempo no Castelo Ardglass, no condado de Down, hoje parte da Irlanda do Norte, onde William trabalhou para desenvolver Ardglass como um porto e resort à beira-mar da moda. O segundo duque de Leinster também arranjou uma vaga no Parlamento para o padrasto. O marido da duquesa dividia o seu tempo entre a Irlanda e Londres, onde Emily residia para arrumar maridos para as filhas mais novas. Ela se tornou uma grande apoiadora do sobrinho, Charles James Fox, e entretinha muitos dos membros do círculo dele na sua casa.
A duquesa foi bem tratada no primeiro testamento do marido falecido. Ele deixou-lhe um dote anual de £4.000 (um aumento dos £3.000 prometido no acordo nupcial), e o direito de usufruir durante sua vida de Leinster House e Carton House (a qual ela trocou por Frescati House e uma quantia de £40.000), incluso todos os móveis e objetos. Emily trouxe consigo o dote de uma filha de um duque que era de praxe (£10.000), por isso, a junção e outros pagamentos causaram problemas financeiros para o seu filho, William FitzGerald.
O primeiro duque tinha deixado provisões muito generosas para os filhos mais novos e para todas as suas filhas. A sua viúva também ganhava uma renda anual de £400 para cada um dos filhos menores de idade que viviam com ela, o que continuou a ser válido mesmo após ela ter se casado novamente.

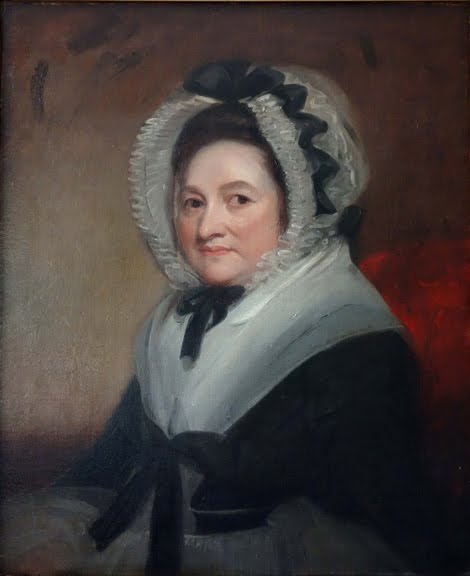
A duquesa viúva de Leinster por Gilbert Stuart, em 1792.

Portanto, era provável que a duquesa e o seu novo marido estivessem numa posição financeira melhor do que a de seu filho, o segundo duque, que sobrevivia com menos de £7.000 ao ano, sendo que ele tinha de administrar duas mansões, desempenhar um papel político, e também providenciar dotes generosos para suas três irmãs que se casaram, no valor de £10.000. William também era obrigado a pagar pensões altas de £2.000 cada para os seus dois irmãos caçulas, Charles FitzGerald, 1.º Barão Lecale e Henry FitzGerald, e ainda tinha de pagar £10.000 aos seus irmãos quando eles atingissem a maioridade. Devido ao fato de que Emily morreu com 82 anos, apenas em 1814, dez anos após a morte do próprio filho, todas essas provisões orçamentárias deixadas por James, assim como os altíssimos custos de construções contraídos por ele mesmo, causou apertos financeiros para as próximas gerações dos duques de Leinster.
Um exemplo clássico do sentimentalismo da época, Emily era emocional, efusiva e apaixonadamente devotada aos filhos. Ela tinha como favorito o filho Edward, que também adorava a mãe. As cartas efusivas dele para ela não tentavam disfarçar as suas ideias radicais na política, e, após 1792, a sua aberta adoção do Republicanismo. Embora tenha se resignado às opiniões políticas do filho, ela ficou alarmada devido à associação próxima de Edward à Sociedade dos Irlandeses Unidos, e, conforme planos para uma rebelião eram desenvolvidos, ao seu comportamento imprudente e irresponsável. Até 1796, a duquesa tinha adivinhado os planos do filho para uma invasão francesa à Irlanda; assim, ela interpretou a decisão dele de confiar e ela o cuidado do filho de dois anos, Eddy, como um presente de despedida, sendo o neto uma substituição simbólica e compensação pela dor e angústia que a sua mãe antecipava. Após a prisão do revolucionário em maio de 1798, e sem saber que Edward estava gravemente ferido, ela solicitou a ajuda de muitos de seus amigos influentes, mas os seus esforços de atrasar o julgamento foram em vão. Ele morreu na prisão antes que a mãe pudesse vê-lo, em 4 de junho de 1798, e o seu estado demente foi escondido de Emily. A duquesa ficou devastada com a morte de Edward e ficou de luto pelo resto da vida.
Quatorze dos filhos de Emily morreram antes dela, dez dos quais morreram na infância ou adolescência. Todas essas perdas causaram muita dor a Emily, que sempre permanecia até o final ao lado dos filhos, exceto para desfalecer pela angústia, ou vê-los morrerem em seus braços.
Emily passou os seus últimos anos de vida em Londres, e numa residência de verão em Wimbledon. A duquesa viúva de Leinster faleceu em 27 de março de 1814, aos 82 ano de idade, na sua casa em Grosvenor Square, e foi enterrada na Catedral de Chichester, no jazigo da família.

## Pintura de Joshua Reynolds

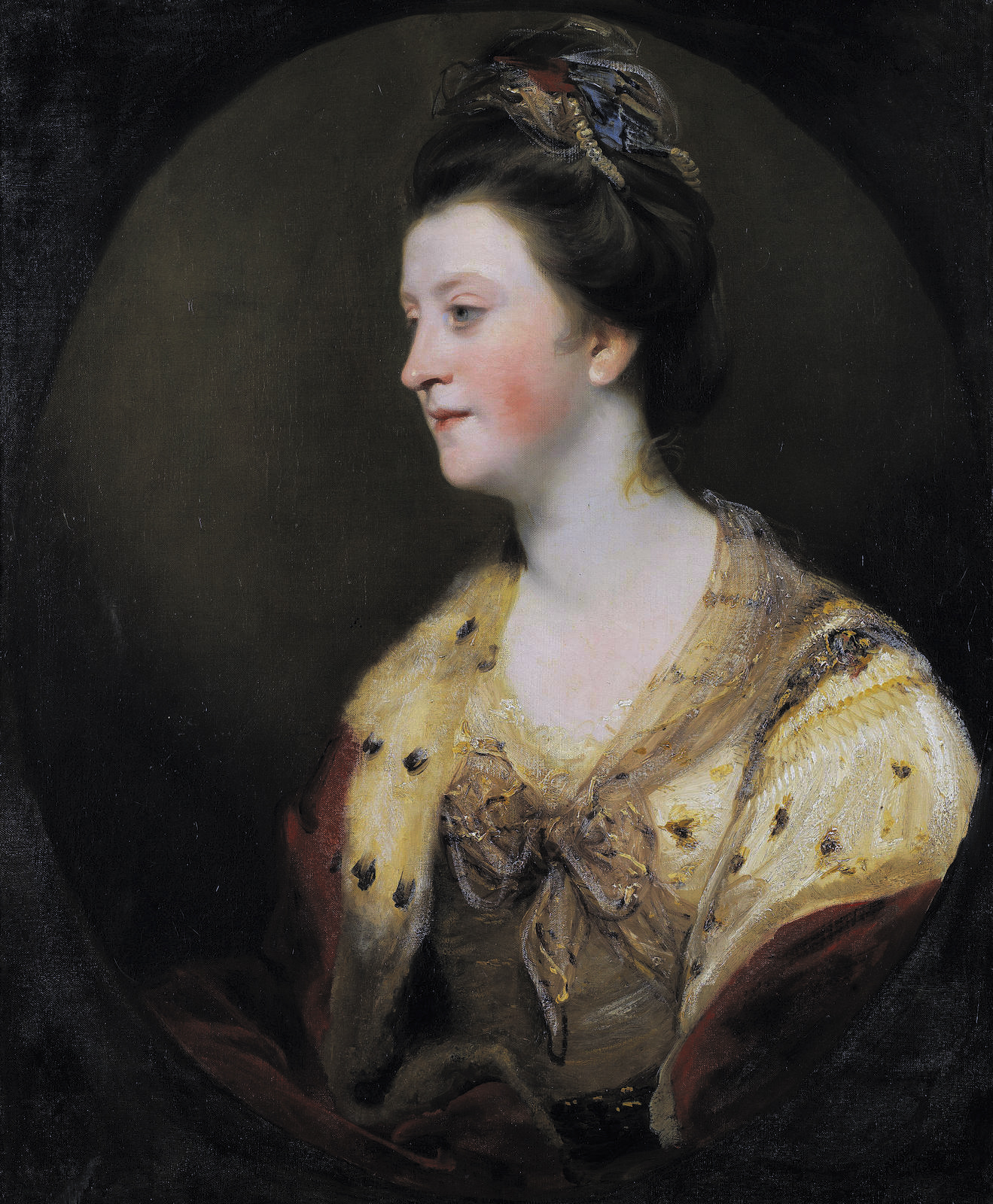
A duquesa de Leinster pintada em 1774 por Joshua Reynolds.

Emily foi pintada, aos 43 anos, por Joshua Reynolds, em 1774, quando ela estava visitando a sua irmã mais velha, Caroline, que estava morrendo, em Londres. A obra foi encomendada quando as famílias estavam no auge de sua influência. A pintura originalmente ficava pendurada na sala de jantar de Carton House, e hoje encontra-se em exibição em Castletown House, na cidade de Celbridge, a antiga residência de outra irmã, Louisa, esposa de Thomas Conolly. Assim como os FitzGerald, os Conolly também tiveram um papel significativo na história irlandesa. Carton House permaneceu sob o domínio dos FitzGerald até a década de 1920.

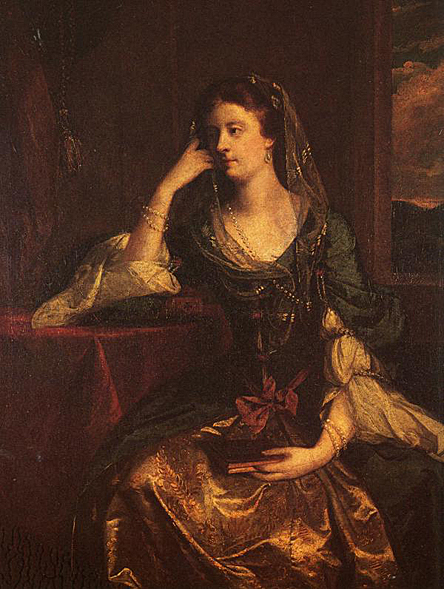
A condessa de Kildare pintada em 1753 por Joshua Reynolds.

Num carta de Caroline endereçada à Emily datada de 26 de agosto de 1763, Caroline aconselha a irmã sobre ser pintada por alguém, sugerindo Reynolds:
"Pintores fazem os seus outros quadros, eu acho, parecerem ter a mesma idade. Você será bela o suficiente para ser a melhor na sala, se o pintor lhe fizer jus. A Senhora Susan é quase tão, se não tão bonita quanto Sal (a outra irmã delas, Sarah), então, aquela vasta flor bonita é de pouca consequência como uma imagem. Eu faria de meio corpo e bem feito, pois, não ser tão jovem e florescente quanto um dia teria sido, que faz muito pouca diferença na imagem, exceto para pessoas muito velhas e crianças."

## Descendência

### Primeiro casamento
- George FitzGerald, Conde de Offaly (15 de janeiro de 1748 – 26 de setembro de 1765), não se casou e nem teve filhos;
- William FitzGerald, 2.º Duque de Leinster (12 de março de 1748/49 – 20 de outubro de 1804), sucessor do pai, foi xerife e depois governador do condado de Kildare. Foi casado com Emilia Olivia St. George, com quem teve nove filhos, incluindo Augustus FitzGerald, 3.º Duque de Leinster e Isabella Charlotte de Rohan-Chabot, uma escritora de diários;
- Caroline FitzGerald (21 de junho de 1750 – 13 de abril de 1754);
- Emily Mary Margaret FitzGerald (15 de março de 1751 – 8 de abril de 1818), foi esposa de Charles Coote, 1.º Conde de Bellomont, com quem teve cinco filhos;
- Henrietta FitzGerald (9 de dezembro de 1753 – 10 de setembro de 1763);
- Caroline FitzGerald (n. e m. abril de 1755)
- Charles James FitzGerald, 1.º Barão Lecale de Ardglass (30 de junho de 1756 – 18 de fevereiro de 1810), foi xerife do condado de Down. Foi casado com Julia Carton, mas não teve filhos. Teve dois filhos ilegítimos: Henry, que morreu no mar enquanto servia como militar em Civitavecchia, e Anna Maria, esposa do diplomata Algernon Percy, com quem teve filhos;
- Charlotte Mary Gertrude FitzGerald, 1.º Baronesa Rayleigh (29 maio de 1758 – 12 de setembro de 1836), foi esposa tenente-coronel membro do Parlamento, Joseph Holden Strutt, com quem teve quatro filhos;
- Louisa Bridget FitzGerald (19 de junho de 1760 – janeiro de 1765);
- Henry FitzGerald (30 de julho de 1761 – 9 de julho de 1829), membro do Parlamento. Foi casado com Charlotte Boyle-Walsingham, 20.ª Baronesa de Ros, com quem teve treze filhos;
- Sophia Sarah Mary FitzGerald (26 de setembro de 1762 – 21 de março de 1845), não se casou e nem teve filhos;
- Edward FitzGerald (15 de outubro de 1763 – 4 de junho de 1798), foi um veterano do exército britânico na Guerra de Independência dos Estados Unidos, tendo depois se tornado um revolucionário a favor de uma República independente da Irlanda, participando da Rebelião Irlandesa de 1798. Foi casado com Stéphanie Caroline Anne Syms, com quem teve três filhos, e também teve um filha ilegítima de sua amante, Elizabeth Anne Linley, que morreu com pouco mais de um ano de idade. Edward morreu de ferimentos causados quando ele tentou resistir à prisão sob acusações de traição;
- Robert Stephen FitzGerald (1765 – 2 de janeiro de 1833), diplomata. Foi marido de Sophia Charlotte Fielding, com quem teve cinco filhos;
- Gerald FitzGerald (janeiro de 1766 – 1788), um oficial da Marinha Real, que faleceu no mar no navio em que servia. Não se casou e nem teve filhos;
- Augustus FitzGerald (15 de janeiro de 1767 – 2 de janeiro de 1771);
- Fanny FitzGerald (28 de janeiro de 1770 – 1775);
- Lucy Anne FitzGerald (5 de fevereiro de 1771 – 20 de janeiro de 1851), apoiava, assim como a mãe, o seu primo Charles James Fox do Partido Whig, e junto ao irmão, Edward, a Sociedade dos Irlandeses Unidos. Foi esposa do almirante Sir Thomas Foley. Não teve descendência;
- Louisa FitzGerald (1772 – 1776)
- George Simon FitzGerald (16 de abril de 1773 – maio de 1783), apesar de reconhecido como filho do duque de Leinster, era, na verdade, o filho biológico do segundo marido da mãe.

### Segundo casamento
- Cecilia Margaret Ogilvie (9 de julho de 1775 – 1824), foi esposa de Charles Lock, o cônsul britânico de Nápoles durante a Revolução Napolitana de 1799. Teve três filhas;
- Charlotte Ogilvie (n. e m. 1777);
- Emily Charlotte Ogilvie (maio de 1178 – 22 de janeiro de 1832), foi esposa de Charles George Beauclerk, com quem teve treze filhos.

## Na cultura popular
- Emily é uma personagem na série de televisão Aristocrats baseada na biografia de Stella Tillyard (Aristocrats: Caroline, Emily, Louisa and Sarah Lennox 1740-1832) sobre as Irmãs Lennox. Sua versão jovem é interpretada por Geraldine Somerville, e a versão mais velha por Siân Phillips.